# 哈密顿路径问题

正十二面体上的哈密顿环（红色）。

图论中的经典问题（Hamiltonian path problem）与（Hamiltonian cycle problem）分别是来确定在一个给定的图上是否存在哈密顿路径（一条经过图上每个顶点的路径）和哈密顿环（一条经过图上每个顶点的环）。两个问题皆为NP完全。

## 哈密顿环问题与哈密顿路径问题之间的关系
哈密顿环问题与哈密顿路径问题之间有着很简单的关系：
- 给定图{\displaystyle G} ,通过加入新顶点{\displaystyle v} 并将新顶点与所有其他顶点连接起来，我们得到了图{\displaystyle H}。 在图{\displaystyle G} 之上的哈密顿路径问题与在{\displaystyle H}之上的哈密顿环问题等价。因此寻找哈密顿路径的速度不可能比寻找哈密顿环的速度快很多。
- 从另一个方向来看，给定图{\displaystyle G}，给定图上一个顶点{\displaystyle v}，通过加入新顶点给定图{\displaystyle v'},并且让{\displaystyle v'}的邻居等于{\displaystyle v}的邻居，再增加两个度为1的新顶点，并让他们分别与{\displaystyle v}和{\displaystyle v'}相连，得到图{\displaystyle H}，则图{\displaystyle G}上的哈密顿环问题与图{\displaystyle H}上的哈密顿路径问题等价。[2]

## 算法
在一个阶数为{\displaystyle n}的图中，可能成为哈密顿路径的顶点序列最多有有{\displaystyle n}!个（在完全图的情况下恰好为{\displaystyle n}!个)，因此暴力搜索所有可能的顶点序列是非常慢的。
一个早期的在有向图上寻找哈密顿环的算法是Martello的枚举算法 
由Frank Rubin
提供的搜索过程将图的边分为3种类型：必须在路径上的边、不能在路径上的边和未定边。在搜索的过程中，一个决策规则的集合将未定边进行分类，并且决定是否继续进行搜索。这个算法将图分成几个部分，在它们上问题能够被单独地解决。
另外，Bellman, Held, and Karp 的动态规划算法可以在O(n2 2n)时间内解决问题。在这个方法中，对每个顶点集{\displaystyle S}和其中的每一个顶点{\displaystyle v} ，均做出如下的判定：是否有一条经过{\displaystyle S}中每个顶点，并且在{\displaystyle v}结束的路径，对于每一对{\displaystyle S}和{\displaystyle v}，当且仅当存在{\displaystyle v}的邻居{\displaystyle w}满足存在一条路径经过{\displaystyle S-v}的所有顶点，并在{\displaystyle w}上结束的路径时，存在路径经过{\displaystyle S}中每个顶点，并且在{\displaystyle v}结束。这个充要条件已经可以之前的动态规划计算中确认。
Andreas Björklund通过容斥原理将哈密尔顿环的计数问题规约成一个更简单，圈覆盖的计数问题，后者可以被通过计算某些矩阵的行列式解决。通过这个方法，并通过蒙特卡洛算法，对任意{\displaystyle n}阶图，可以在O(1.657n)时间内解决。对于二分图，这个算法可以被进一步提升至O(1.415n)。
对于最大度小于等于3的图，一个回溯搜索的方法可以在 O(1.251n)时间内找到哈密顿环。
哈密顿环和哈密顿路径也可以通过SAT 求解器找到。

## 复杂度
哈密顿环和哈密顿路径问题是FNP问题，它的决定性问题是检测是否存在一条哈密顿环或哈密顿路径。有向图和无向图上的哈密顿环问题是卡普的二十一个NP-完全问题中的其中两个。对于一些特殊类型的图来说，它们仍然是NP完全的。例如：
- 二分图[9]
- 最大度为3的无向平面图[10]
- 入度和出度最大为2的有向平面图[11]
- 无桥的无向的平面3-正则二分图
- 3-顶点连通，3-正则的二分图[12]
- square grid graph的子图[13]
- square grid graph的3-正则子图[14]

然而，对于某些类型的图，哈密顿环和哈密顿路径问题可以在多项式时间内解决：
- 根据威廉·湯瑪斯·圖特的结论，4-顶点连通 平面图总是存在哈密顿环，并且可以在线性时间内找到哈密顿环。[15] by computing a so-called Tutte path.
- 圖特通过证明2-正则平面图包含圖特路径，证明了以上的结论。对2-正则平面图来说，其圖特路径可以在平方时间内找到，[16]这可能可以被用来寻找一般平面图上的哈密顿环和较长的环。

将以上提供的条件汇总起来，3-正则，3-定点连通的二分图是否总是存在哈密顿环这一问题仍然是开放的，在这个情况下这一问题不是NP完全的，详见Barnette猜想。
在所有顶点的度都是奇数的途中，一个与握手引理有关的结论说明对于任意一条边来说，经过它的哈密顿环的个数总是偶数，因此如果存在一条哈密顿环，则一定存在另一条  然而，找到第二条哈密顿换并不是一个简单的计算问题。Papadimitriou定义了一个复杂性类 PPA来描述这一类问题。 

## 外部連結
- Hamiltonian Page : Hamiltonian cycle and path problems, their generalizations and variations

1. ↑  Michael R. Garey and David S. Johnson, , W.H. Freeman, 1979, ISBN 978-0-7167-1045-5 A1.3: GT37–39, pp. 199–200.
2. ↑  Reduction from Hamiltonian cycle to Hamiltonian path
3. ↑  Martello, Silvano, , ACM Transactions on Mathematical Software, 1983, 9 (1): 131–138, doi:10.1145/356022.356030
4. ↑  Rubin, Frank, , Journal of the ACM, 1974, 21 (4): 576–80, doi:10.1145/321850.321854
5. ↑  Bellman, R., , Journal of the ACM, 1962, 9: 61–63, doi:10.1145/321105.321111.
6. ↑  Held, M.; Karp, R. M.,  (PDF), J. SIAM, 1962, 10 (1): 196–210  [2020-10-03], doi:10.1137/0110015, hdl:10338.dmlcz/103900, （原始内容存档 (PDF)于2019-09-22）。
7. ↑  Björklund, Andreas, , : 173–182, 2010, ISBN 978-1-4244-8525-3, arXiv:1008.0541 , doi:10.1109/FOCS.2010.24。
8. ↑  Iwama, Kazuo; Nakashima, Takuya, , , Lecture Notes in Computer Science 4598: 108–117, 2007, ISBN 978-3-540-73544-1, doi:10.1007/978-3-540-73545-8_13。
9. ↑  . Computer Science Stack Exchange.   [2019-03-18].
10. ↑  Garey, M. R.; Johnson, D. S.; Stockmeyer, L., , : 47–63, 1974, doi:10.1145/800119.803884.
11. ↑  Plesńik, J.,  (PDF), Information Processing Letters, 1979, 8 (4): 199–201  [2020-10-03], doi:10.1016/0020-0190(79)90023-1, （原始内容存档 (PDF)于2020-11-25）.
12. ↑  Akiyama, Takanori; Nishizeki, Takao; Saito, Nobuji, , Journal of Information Processing, 1980–1981, 3 (2): 73–76, MR 0596313.
13. ↑  Itai, Alon; Papadimitriou, Christos; Szwarcfiter, Jayme, , SIAM Journal on Computing, 1982, 4 (11): 676–686, doi:10.1137/0211056.
14. ↑  Buro, Michael,  (PDF), , Lecture Notes in Computer Science 2063: 250–261, 2000  [2020-10-03], ISBN 978-3-540-43080-3, doi:10.1007/3-540-45579-5_17, （原始内容存档 (PDF)于2020-11-06）.
15. ↑  Chiba, Norishige; Nishizeki, Takao, , Journal of Algorithms, 1989, 10 (2): 187–211, doi:10.1016/0196-6774(89)90012-6
16. ↑  Schmid, Andreas; Schmidt, Jens M., , , 2018
17. ↑  Thomason, A. G., , , Annals of Discrete Mathematics 3: 259–268, 1978, ISBN 9780720408430, MR 0499124, doi:10.1016/S0167-5060(08)70511-9.
18. ↑  Papadimitriou, Christos H., , Journal of Computer and System Sciences, 1994, 48 (3): 498–532, MR 1279412, doi:10.1016/S0022-0000(05)80063-7.